# リツセマオオクワガタ
リツセマオオクワガタ (Dorcus ritsemae) は、コウチュウ目・クワガタムシ科・クワガタ属・オオクワガタ亜属の1種であり、7亜種に分類されている。
オオクワガタの仲間では地域変異が最も多い。
以前はパリーオオクワガタ (D. parryi) と呼ばれていたが、1998年にリツセマオオクワガタ (D. ritsemae) とされた。

## 形態
体長はオスが28.2 - 79.0mm、メスが29.3 - 41.5mm
東南アジアの島々などの隔離された地域に分布しているため、大アゴなどに特有の形態が存在している。

## 分布
ジャワ島・タイ・マレー半島・スマトラ・ボルネオ・ミンダナオ島・パラワン島・スラウェシ島

## 生態
タイではやや標高の高い山地に棲息する。東南アジア島嶼部では低山地など中程度の標高の地域に生息している。熱帯で冬がないため連続的に発生している。同所的に見られ、同じ樹種に集まるクワガタムシとして、オオヒラタクワガタ、ダイオウヒラタクワガタ(ジャワ)、タウルスヒラタクワガタ、ギラファノコギリクワガタ(スラウェシ)、ルデキンツヤクワガタ(スマトラ)、ゾンメルツヤクワガタ(スマトラ)、数種のネブトクワガタなどがある。
成虫は、夜行性であり、樹液を餌としている。夜行性で外灯などにも飛来するようである。
オスは樹液が出る大木の洞を縄張りにしているが、良い洞は体格や力で優位にあるオオヒラタクワガタやダイオウヒラタクワガタに占有されるため、樹皮下や小さな樹洞にいることも多い。同じく同所的に棲息するタウルスヒラタクワガタよりは優位にある。メスはオスの縄張りや産卵場所を求めて飛び歩く。 成虫での寿命は2 - 3年である。
幼虫は、倒木、立枯れの朽木の地上から地下までの中で生活し、その朽木を食べて育つ。
産卵から孵化までは約1ヶ月。幼虫期間は生育環境や気温条件によって幅があり、6 - 24ヶ月。
タイ北部でクルビデンスオオクワガタと混棲していることから、別種であることが確認されている。 
近年、日本への輸出のため、現地の人々が収入源としてクワガタ捕獲していて、大木を切り倒していることが社会問題となり、環境への影響が心配されている。

## 分類
7亜種に分類されているが、特に細い体形のタイ南部の個体群を別亜種とする考えもある。 
Dorcus ritsemae ritsemae Oberthür et Houlbert, 1914（基亜種）
ジャワ島東部から中部。オスは36 - 73mm、メスは34 - 41.5mm
体の横幅が太く、大アゴは太く短く、湾曲が強い。大型個体でも内歯は中央付近に位置して、水平斜上方に向いて出ている。
1990年頃まで非常に珍しかったが、多産地が発見されて普通に得られるようになり、70mmを超える大型個体も少なくない。
D. r. kazuhisai Tsukawaki, 1998
ジャワ島西部。オスは最大71mm、メスは35mm前後
体の横幅が太く、D.r. ritsemaeに比べて大アゴが長く、内歯が先端方向に位置して、前方を向いている。D.r. volscensより内歯が立ち上がり、最もクルビデンスオオクワガタに似る。個体数は非常に少なく、2010年頃以降はほとんど得られていない。
D. r. volscens Didier et Séguy, 1953
ボルネオ島、スマトラ島、タイからマレー半島。オスは31 - 79mm、メスは31 - 37.4mm
大アゴが直線的で体が細い。内歯はあまり立ち上がらす平面的。
普通種でスマトラ島南部には大型個体が多いが、小・中型個体が多い。
79mmの最大個体はスマトラ島北部で得られた。
D. r. setsuroi Mizunuma, 1994
ミンダナオ島。オスは38.7 - 79mm、メスは36 - 40mm
最も大型で、体が長く、70mmを超える個体も普通に見られる。
最も内歯が先端方向にあり、前方を向いている。上翅（じょうし）の光沢が強く、縦のスジが出やすい。
D. r. curvus Mizunuma, 1994
パラワン島。オスは28.2 - 73mm、メスは35 - 37mm
体の横幅がやや太く、内歯が中央付近にあるが、前方を向いている。
D. r. toraja Tsukawaki, 1998
スラウェシ島北部から中部。オスは28.2 - 74.4mm、メスは29.3 - 34.8mm
D. r. ssp. volscensと似ているが、♂の大アゴの内縁の長い中歯の前方に隆起がある。
普通種であるが、70mmを超える大型個体は少ない。
D. r. ungaiae Nagai et Tsukawaki, 1998
スラウェシ島南部。体長は雌雄とも不明
D. r. ssp. torajaと比べると、大アゴや体形が細く、小型である。